# Melchior Buliński
Melchior Buliński  (ur. w 1810 w Chmielniku, zm. 22 maja 1877 w Sandomierzu) – polski ksiądz katolicki, profesor Historii Kościoła, wykładowca Seminarium Duchownego w Sandomierzu, historyk Sandomierza. 
W 1846 roku został zastępcą, a w 1851 – profesorem zwyczajnym Akademii Duchownej Rzymsko-Katolickiej w Warszawie (gdzie w 1854 roku mieszkał przy Rynku Nowomiejskim). Od 1862 roku prałat kustosz kapituły sandomierskiej. Znawca i miłośnik miasta Sandomierza, o którym napisał monografię, wydaną po jego śmierci w 1879 roku przez Wawrzyńca Kuklińskiego, który był egzekutorem testamentu ks. Bulińskiego. 

## Wybrane publikacje
- Historya kościoła powszechnego, Warszawa, 1860-1866 (6 tomów)
- Historya kościoła Polskiego, Kraków, 1874 (3 tomy)
- Monografija miasta Sandomierza, Warszawa, 1879[1]